# Marcel Hébert
Hyacinthe Jules Albert Marcel Hébert, né le 22 avril 1851 à Bar-le-Duc et mort le 12 février 1916 à Paris, est un philosophe français, d'abord prêtre catholique puis professeur à l'Université nouvelle de Bruxelles. Il joue un rôle dans la crise moderniste. Ses ouvrages abordent la question religieuse tant sous l'angle philosophique que psychologique.

## Biographie
Il manifeste très tôt une vive intelligence soucieuse des questions religieuses, ce qui l'amène au séminaire Saint-Sulpice en 1871. Ordonné prêtre en 1876, il est curé de campagne à Olivet. De retour à Paris, il enseigne à l'École Fénelon où son enseignement marque pour la vie un de ses élèves, Roger Martin du Gard, futur Prix Nobel de littérature. En 1895, il devient le directeur de cette école. C'est à partir de cette date qu'il se sent de plus, selon le mot d'Émile Poulat, « en marge de l'Église.» Il avait cependant servi de trait d'union, selon Jean Lebrec, entre la revue Bulletin critique fondé par Mgr Duchesne, revue des promoteurs de la critique historique appliquée aux évangiles et une autre revue Annales de philosophie chrétienne dans l'esprit de laquelle travaillèrent  des gens comme Maurice Blondel ou Léon Ollé-Laprune qui tendaient à renouveler l'apologétique qui se fondait encore sur les miracles et les prophéties au détriment d'une façon de « justifier la foi par sa convergence avec les lois de la vie intellectuelle et morale ». « De l'un à l'autre groupe » écrit Jean Lebrec « servait de trait d'union un prêtre distingué, Marcel Hébert (1851-1916), collaborateur à la fois du Bulletin critique et des Annales ».
Ébranlée pour des motifs proprement philosophiques (le problème du mal, l'insatisfaction intellectuelle qu'il ressent devant le thomisme qu'on lui a enseigné), sensible à l'hypothèse de l'évolution chez Darwin, sa foi est aussi remise en cause par les recherches exégétiques de Louis Duchesne et Alfred Loisy. En 1899 il avait publié à compte d'auteur, et pour la distribuer seulement à quelques amis, une brochure anonyme intitulée Souvenirs d'Assises (elle sera rééditée dans La Revue blanche en septembre 1902). Dénoncé à l'archevêque de Paris, le cardinal Richard, comme l'auteur véritable de cette brochure, il est destitué de sa charge de directeur de l'École Fénelon en 1901. En 1903, il quitte l'état clérical. Il assume alors la charge d'un enseignement à l'Université nouvelle de Bruxelles (sorte de scission de 1893 à 1914 de l'Université libre de Bruxelles) intitulé Exposé critique du dogme chrétien, ceci de 1903 à 1910. L'évolution de sa pensée et le contact avec les socialistes de Bruxelles l'avaient également conduit à des positions politiques de gauche, au point d'écrire dans le journal belge Le Peuple : « Que l'on admette encore ou que l'on rejette comme contredits par la critique historique les dogmes chrétiens, le fait est là incontestable, que le christianisme fut une prodigieuse poussée morale - qui nous a mis pour jamais dans la conscience, la faim et la soif de la justice, et le sentiment où nous sommes de travailler à sa réalisation ici-bas ».
De retour à Paris, il y poursuit son travail de réflexion et rédige avant de mourir un testament spirituel où il fait part d' « une espérance, une confiance, qui s'adressent, non à une Personne, mais à l'énergie spirituelle dont nous avons été l'instrument et en laquelle nos efforts vers le bien sont indestructibles » .
Son ami Albert Houtin, autre prêtre moderniste, écrira sa vie sous le titre Un prêtre symboliste, Marcel Hébert (1851-1916). Rendant compte de cet ouvrage Henri Sée écrit : « C'est l'abbé Duchesne qui ruina, chez son ami, la croyance à la résurrection de Jésus, et nous voyons que, pendant longtemps, l'un et l'autre ont été en parfaite communion d'idées. Mais en 1900, au moment où Hébert écrit ses Souvenirs d'Assise, Mgr Duchesne, directeur de l'École de Rome (…) se montre déjà singulièrement plus prudent… ». Ensuite, lorsque Marcel Hébert fut déchargé de la direction de l'École Fénelon, poursuit H. Sée, Duchesne lui conseilla de se rétracter, et enfin, devant le refus d'Hébert « prit un ton plus surprenant, déclarant qu'il a toujours cru à la résurrection… ». Émile Poulat, cite lui aussi ce passage d'Albert Houtin mais pense que le récit qu'il fait de ces dialogues ne permet pas de  définir la position religieuse de Louis Duchesne. Pour lui, ce qui est attribué par Houtin à Duchesne « nous confirme la grande liberté de parole dont Duchesne était coutumier; il nous montre, dans un cas particulier, l'effet qu'elle pouvait produire sur ses interlocuteurs; mais il ne peut rien nous enseigner sur les dispositions profondes de Duchesne lui-même, sur la conscience religieuse qui se permettait pareils propos. Pour Houtin, c'était plus simple et plus évident : Duchesne ne pouvait être qu'un esprit émancipé ». Poulat avait écrit plus haut visant les relations entre d'une part Duchesne et Loisy et d'autre part Houtin et Hébert : « Une incompréhension radicale présida toujours aux relations de ces hommes » et il les caractérise ensuite de cette manière, usant d'un néologisme pour : « les rationaux d'un côté [Houtin et Hébert], les historiens de l'autre [Loisy et Duchesne] ».

## Sa vision du christianisme
Pour Pierre Colin, chez Hébert, « le processus de la christologie néo-testamentaire, illustre le moment de la spiritualisation du mythe avec le passage du Messie à La Sagesse personnifiée de Paul et au Logos de Jean. Dans le Nouveau Testament lui-même, un pas décisif est franchi du mode de penser juif au mode de penser grec, bref pour une hellénisation de Jésus comparable à l'hellénisation de Yahweh par Philon d'Alexandrie. Par la suite, la pensée théologique passera de l'image au concept et elle créera un véritable « mythe métaphysique » ». Le programme intellectuel de Marcel Hébert est celui d'une sorte de démythisation : « Il s'agit d'extraire de l'antique image d'un Dieu  personnel ce qu'elle renfermait de vrai, à savoir la foi au Bien, à l'Idéal, et de sauvegarder vivante, joyeuse et efficace cette foi, tout en renonçant à l'image elle-même, survivance de la vieille idolâtrie, superstition introduite avec bien d'autres par l'esprit oriental dans le christianisme. Il s'agit de les remplacer par la mise en pratique enfin loyale et rigoureuse de cette justice, de cette solidarité qu'avaient entrevues le paganisme, et que la religion chrétienne a nettement affirmées, tout en les déguisant et étouffant sous trop de symboles ».

## Sources
- Pierre Colin, L'Audace et le Soupçon. la crise du modernisme dans le catholicisme français (1893-1914), Desclée de Brouwer, Paris, 1997.
- Dictionnaire de Biographie française, t. 17, Paris, Librairie Letouzey et Ané, 1989, p. 808-809.
- Émile Poulat, Histoire dogme et critique dans la crise moderniste, Tournai, Casterman, 1976.
- Pierre Colin, « Hebert Hyacinthe Jules Albert Marcel », dans Jean-Pierre Chantin, Les marges du christianisme : Dictionnaire du monde religieux dans la France contemporaine, Paris, Beauchesne, 2001, 277 p. (ISBN 9782701014180), p. 126-127.
- Roger Martin du Gard, In memoriam [en souvenir de Marcel Hébert] in RMDG Œuvres complètes, La Péiade, Gallimard, Paris, 1955, p. 561-576. Apprenant la mort de Marcel Hébert sur le front de Somme en 1916, son ancien professeur, l'auteur de Jean Barois rédige quelques souvenirs qui seront publiés à 50 exemplaires en 1921 à l'imprimerie Grou-Radenz, Paris, 1921 et repris dans les  Œuvres complètes.

## Œuvres
- Tétralogie, Tristan et Iseut, Parsifal : Trois moments de la pensée de Richard Wagner, Paris, Fischbacher, 1894
- Le Sentiment religieux dans l'œuvre de Richard Wagner, Paris, Fischbacher, 1895.
- Souvenirs d'Assise Brochure anonyme datée de 1899.
- L'Évolution de la foi catholique, Paris, Alcan, 1905.
- Le divin : expériences et hypothèses. Études psychologiques, Paris, Alcan, 1907.
- Pragmatisme : étude de ses diverses formes anglo-américaines, françaises, italiennes et de sa valeur religieuse, Paris, Nourry, 1908. Réédité en 1909 avec une réponse à William James